# Do You Love Me/Why Can't You Love Me
Do You Love Me/Why Can't You Love Me è il sesto singolo dei Brian Poole & The Tremeloes, pubblicato nel Regno Unito nel 1963.

## Tracce
Lato A
1. Do You Love Me – 2:20 (Berry Gordy)

Lato B
1. Why Can't You Love Me – 2:08 (Alan Blakley)